# HMS Tremendous (1784)
HMS Tremendous est un vaisseau de ligne de troisième rang de 74 canons de la Royal Navy. Il est lancé le 30 octobre 1784 à Deptford.
En mai 1794, le HMS Tremendous, placé sous le commandement du captain James Pigott, il participe à la campagne qui débouche sur la bataille du Glorious First of June, remportée par les Britanniques. Au cours de cet affrontement, Pigott manœuvre mal et le Tremendous est emporté trop loin pour pouvoir faire usage de son artillerie ; le capitaine du Tremendous se verra refuser la médaille commémorative frappée en souvenir de cette bataille
Le 11 décembre 1799, il détruit la frégate française La Preneuse.
Le 21 avril 1806, il combat contre la frégate La Canonnière, mais l'issue de cet affrontement est indécis.
Le 26 avril 1815, une escadre britannique aux ordres du commodore Campbell entre dans la baie de Naples et demande sa capitulation. Refusant d'abord de se rendre, la reine Caroline doit cependant changer ses plans après la défaite de Tolentino. Le 20 mai, la reine et sa suite, menacées par la foule napolitaine, se réfugient à bord du Tremendous. Lorsque le général Neipperg entre dans Naples, le 22 mai, il exige des Britanniques qu'ils lui livrent la reine Caroline. Le Tremendous appareille le 25 mai pour Trieste, où il arrive le 6 juin après un passage par Gaëte.
En 1845, son armement est réduit à 50 canons, rasé il est renommé HMS Grampus. Le Grampus est transformé en ponton utilisé pour stocker de la poudre à canon en 1856, il est vendu et rayé des listes de la Navy en 1897,.

## Sources et bibliographie
- (en) Brian Lavery, The Ship of the Line, vol. 1 : The development of the battlefleet 1650-1850, Conway Maritime Press, 2003 (ISBN 0-85177-252-8).
- Michael Phillips, « Tremendous (74) (1784) » in Ships of the Old Navy
- (en) Rif Winfield et David Lyon, The Sail and Steam Navy List, Chatham Publishing, 2004, 352 p. (ISBN 978-1-86176-032-6)
- Michel Lacour-Gayet, Joachim et Caroline Murat, Paris, Perrin, septembre 1996, 383 p. (ISBN 2-262-01199-0)